# Tommaso Temanza

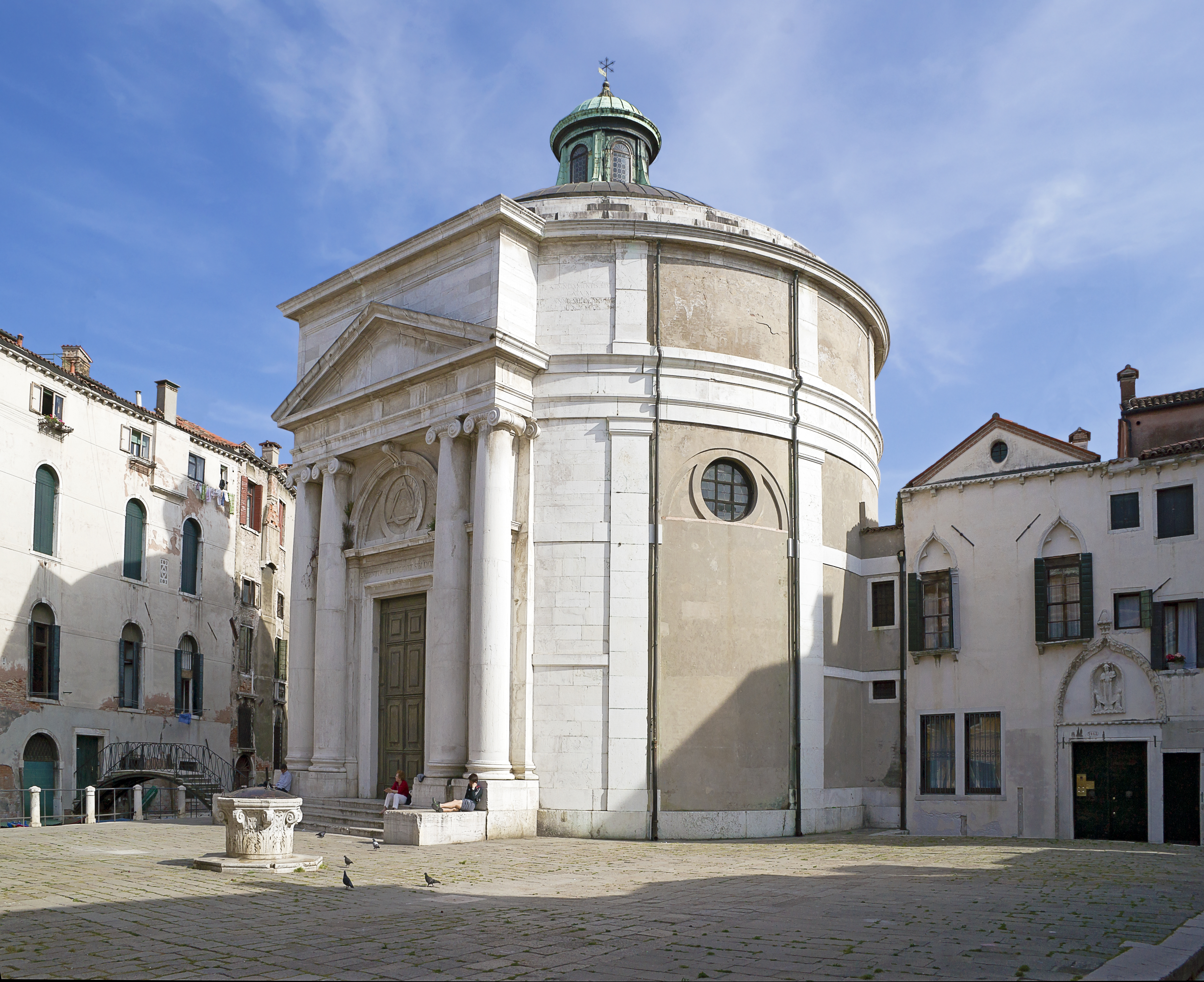
Kirche Santa Maria Maddalena

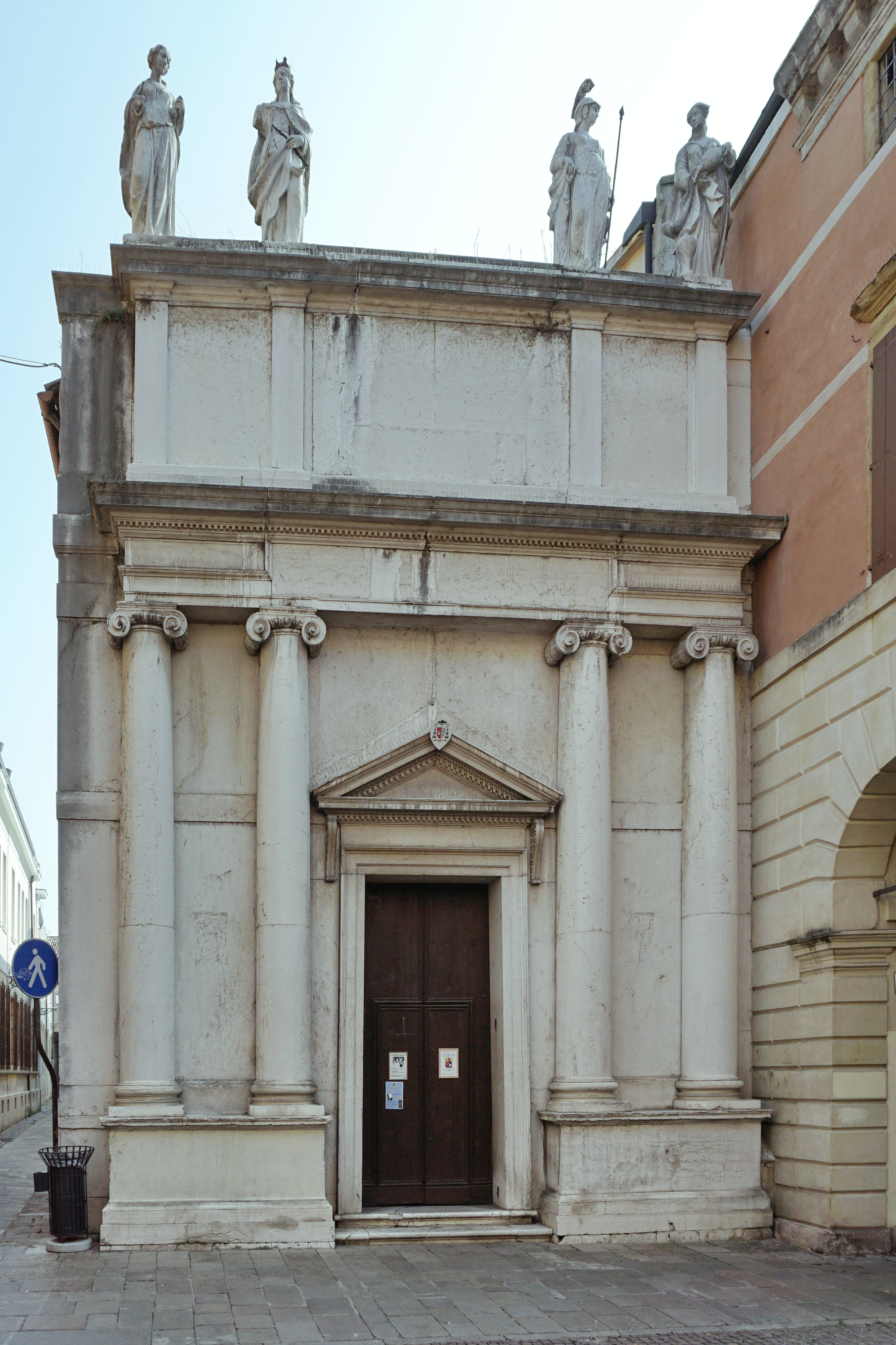
Oratorium Santa Margherita, Padua

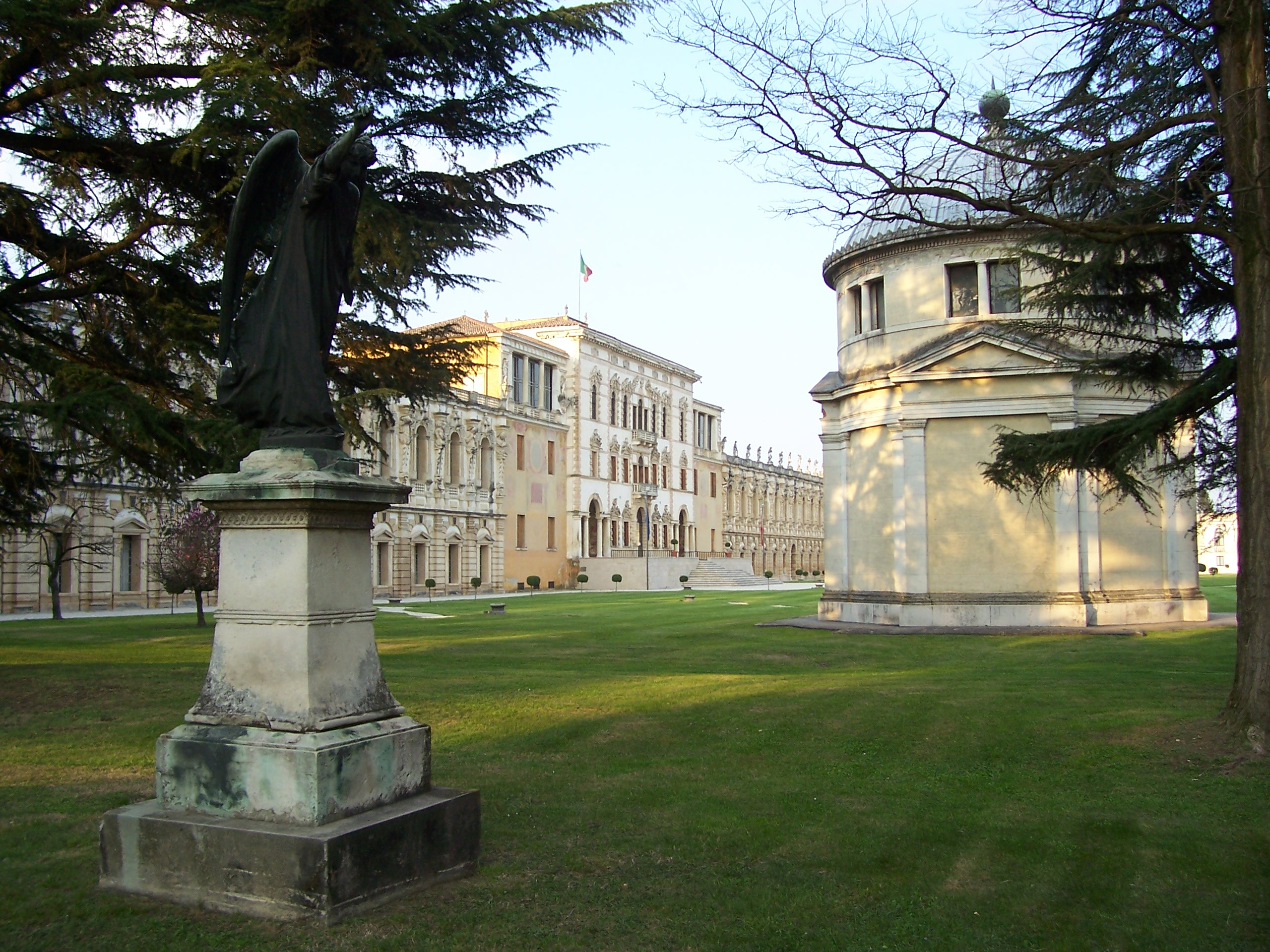
Kapelle der Villa Contarini

Tommaso Temanza (* 9. März 1705 in Venedig; † 14. Juni 1789) war Architekt, Wasserbauingenieur, Architekturtheoretiker und Historiker. Begraben wurde er in der von ihm selbst gebauten venezianischen Kirche Santa Maria Maddalena.

## Leben und Werke
Tommaso Temanza wurde als Sohn des Steinmetzes Antonio und der Adriana Scalfarotto geboren. Damit war er der Neffe des Architekten Giovanni Scalfarotto. Tommasos Vater war allerdings nicht nur „tagliapiera“, sondern auch „proto“ beim Magistrato delle Acque der seinerzeitigen Metropole Venedig. Er stand also im Dienst der zentralen Verwaltungseinheit, die mit der Regulierung der Verhältnisse in der gesamten Lagune von Venedig befasst war.
Die Ausbildung des Jungen erfolgte durch den Benediktinerpater Niccolò Concina, der im Konvent der Jesuaten Philosophie lehrte, und durch den besagten Bruder seiner Mutter, Giovanni Scalfarotto. Dabei lernte er den neoklassizistischen Baustil kennen, insbesondere denjenigen Andrea Palladios, der seit den 1620er Jahren in Venedig dominierte.
Bei Andrea Musalo, häufig Andreas Musalus genannt, ebenfalls Baumeister, begann er Wesentliches zur Geometrie und zum Zeichnen zu lernen. Musalus lehrte seit 1697 Mathematik. Temanza war, wie sein von Pietro Antonio Novelli gemaltes Porträt zeigt, „architectus et publicis acquis praefectus“. Er war also nicht nur Architekt, sondern im Wesentlichen Wasserbauingenieur. Er studierte in Padua bei Giovanni Poleni, den er später als seinen „dilettissimo precettore“ (etwa: liebsten Präzeptor) bezeichnete. Dort entstand ein bedeutender Schwerpunkt auf der Mathematik, bzw. ihrer Anwendung auf die Architektur. Die beiden Männer verband zudem die gemeinsame Grundlage in Form der Werke Vitruvs und Newtons („juxta textum Vitruvii et mentem Newtonii“).
Nach Venedig zurückgekehrt, lernte er Hydraulik bei dem Ingenieur und Mathematiker Bernardino Zendrini. Zudem begann er in der Markusbibliothek Archivalien einzusehen, um seine historischen Kenntnisse über die Republik Venedig auszubauen. Schließlich folgte er Zendrini in seiner Arbeit zur Regulierung der Lagunen, nachdem er 1720 in den Stab des Magistrato delle Acque aufgenommen worden war. Zwei Jahrzehnte später, 1742, erhielt er dort den Rang eines Proto. Es entstanden die Murazzi als umfassendster Küstenschutz auf den Sandbänken Lido und Pellestrina am Ostrand der Lagune, während er 1742 mit den Arbeiten an einem der Flüsse im Raum Padua begann, weil dort Überschwemmungen drohten.
Seine erste Arbeit entstand 1729 in Form eines Waschbeckens in der Sakristei der Kirche San Simeone Piccolo. In einem Brief an Angelo Calogerà (1696–1766) rühmt er sich, ein ornamentales Motiv angewandt zu haben, das in der antiken Architektur zum Abschluss von Bögen verwendet wurde.
Mit Degli archi e delle volte e regole generali dell'architettura civile, verfasst 1733, vor allem aber mit Delle antichità di Rimino libri due, präsentierte er das Ergebnis einer Reise, die er 1735 mit Scalfarotto nach Rimini unternommen hatte. Dabei besuchte er die augusteischen Ruinen, vor allem die dortige Brücke und den Augustusbogen. Mit diesem Werk legte er seine erste Studie über römische Architektur vor, in der er die beiden Monumente unter verschiedenen Gesichtspunkten betrachtete.
Einen Entwurf lieferte er 1733 für die Fassade der Ca’ Sagredo, dann 1742 für die Vergrößerung des Chors der Kirche San Lazzaro dei Mendicanti, aber auch für San Servolo. 1749 beriet er beim Wiederaufbau der Fabbriche Nuove di Rialto.

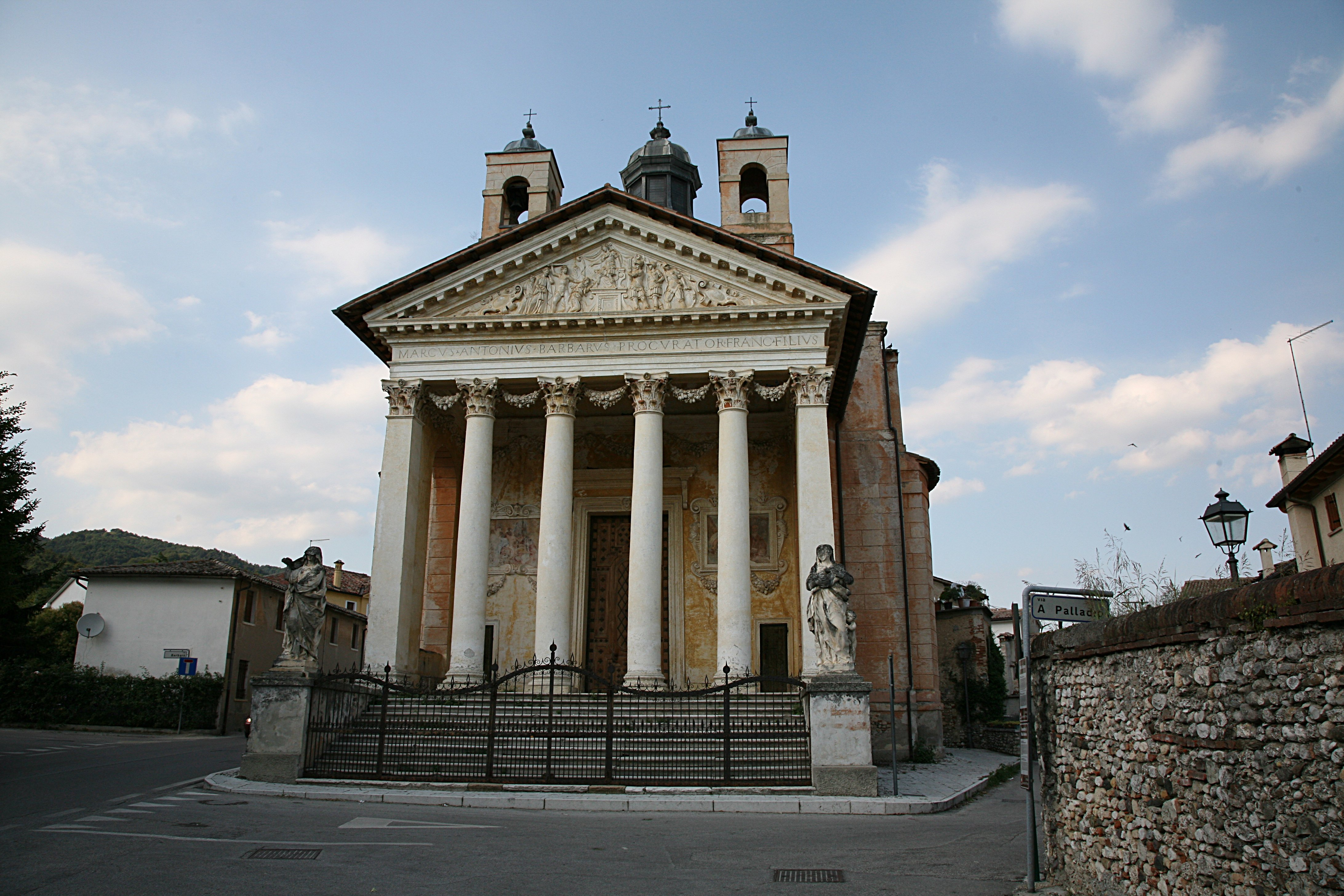
Der von Palladio geschaffene Tempel der Villa Barbaro in Maser

Sein erstes Werk außerhalb Venedigs entstand 1748 mit dem Oratorium Santa Margherita in Padua, gelegen an der Via San Francesco. Als 1748 die Brücke von Bassano einstürzte, legte er einen Entwurf für den Neubau vor, der konsequent Palladio folgte, ohne allerdings die Fortschritte auf diesem Sektor zu berücksichtigen. Am Ende lehnte Temanza den Auftrag ab. Immerhin konnte er diese Erkenntnisse auf andere Projekte anwenden, wie den Wiederaufbau des Ponte delle Navi in Verona, einer Brücke, die durch ein Hochwasser beschädigt worden war, dann an den von 1760 bis 1767 andauernden Arbeiten am Ponte a chiuse in Dolo, einer Brücke über den Brenta Vecchia. 
Allerdings wurde nach Bassano Kritik laut, als er sich bei der Restaurierung des Uhrturms von San Marco im Jahr 1755 darauf beschränkte, acht Säulen im Erdgeschoss der Loggia dell'Orologio einzufügen. Einer seiner Hauptkritiker wurde der franziskanische Architekturtheoretiker Carlo Lodoli, für den sich Temanza zu eng an Palladio orientierte. Nicht zufällig war das runde Oratorium der Villa Contarini in Piazzola sul Brenta, das von Temanza 1757 bis 1758 entworfen wurde, eine Variation des Themas des von Palladio geschaffenen Tempels der Villa Barbaro in Maser.
Von 1757 bis 1759 saß Temanza in der Deputazione sopra i fiumi dello Stato, war also für die Regulierung der Flussläufe auf dem oberitalienischen Festland zuständig, danach hatte er ähnliche Zuständigkeiten für die Lagunen, nämlich die von Venedig und die von Grado. Für seine historischen Interessen wurde die Tatsache von großer Bedeutung, dass er auch die Ausgrabung mehrerer Kanäle in der Nähe von Lizza Fusina leitete, wo er Überreste römischer Monumente fand. Auf der Grundlage der dortigen Entdeckungen publizierte er 1761 eine ausführliche Darstellung. in der er auch über die Entdeckung des Codice del Piovego berichtete, der zahlreiche Quellen zur Lagune von Venedig enthält.
1757 bis 1791 entstand die klassizistische Kirche Santa Maria Maddalena in Cannaregio, die an das Pantheon in Rom erinnert sowie an die von Scalfarotto erbaute Kirche San Simeone Piccolo. Nach seinem Tod wurde der Bau von Temanzas Schüler Gian Antonio Selva, Architekt des Teatro la Fenice, zu Ende geführt.
Als Architekt der Provveditori di S. Marco de ultra wurde er 1760 mit der Restaurierung eines Grabmonuments, nämlich desjenigen für den ehemaligen Daogen Gerolamo Priuli in der Kirche San Salvador betraut, das durch einen Brand beschädigt worden war. 1762 wurde Temanza zum Socio der Accademia de’ Ricovrati in Padua und der Accademia Olimpica in Vicenza nominiert. Im selben Jahr 1762 reiste Temanza über Rom nach Florenz, wo er Leon Battista Albertis De re aedificatoria studierte. Von da reiste er weiter nach Neapel. Am 4. Mai 1763 ernannte die Accademia Clementina in Bologna Temanza zum socio accademico. 
Sein Ruf als Wasserbauingenieur führte ihn 1767 in die Dienste des venezianischen Papstes Clemens XIII. aus der Familie Rezzonico. Im Kirchenstaat sollte er die Überschwemmungen des Reno auf dem Gebiet von Bologna, Ferrara und Ravenna bändigen. Dort kam er auch in Kontakt mit Kunstkritikern, Architekten und Architekturtheoretikern wie Girolamo Zulian (1730–95), Francesco Milizia, Giovanni Gaetano Bottari, Pierre-Jean Mariette, Francesco Algarotti, Giacomo Quarenghi oder Jean-Arnaud Raymond. 1769 wurde er Mitglied der Académie royale d’architecture in Paris, 1774 bedachte ihn die Akademie für Malerei, Skulptur und Architektur in Toulouse mit einer Professur.
In der Folge verfasste Temanza sein Hauptwerk (teils auf der Grundlage älterer Publikationen zu Jacopo Sansovino (1752), Andrea Palladio (1762) und Vincenzo Scamozzi (1770)), nämlich die Vite de' più celebri architetti e scultori veneziani che fiorirono nel secolo decimosesto, ein Werk, das 1778 in Venedig erschien.
1770 baute er in Anlehnung an Andrea Palladios Tempietto Barbaro eine runde Kapelle für die Villa Contarini in Piazzola sul Brenta. 1775 schuf er die Zelle des Campanile der Kirche San Zulian und das Casino del giardiniere hinter dem Palazzo Zenobio ai Carmini. Als Oberster Wasserschutzbeauftragter (Proto alle acque) projektierte Temanza 1779/80 die Erweiterung der Riva degli Schiavoni, die erst im nächsten Jahrhundert fertiggestellt wurde.
Danach befasste er sich nicht mehr mit den praktischen Aufgaben von Wasserbau und Architektur, sondern mit wissenschaftlichen Arbeiten. So wurde die Antica pianta dell'inclita città di Venezia delineata circa metà del XIV secolo (eine Pergamentkarte des Codex Chronologia Magna aus dem 14. Jahrhundert) 1781 in Venedig veröffentlicht. Im Jahr davor wurde Degli scamilli impari di Vitruvio verfasst, schließlich eine Memoria sopra le cisterne o pozzi di Venezia. Letzteres Werk über die Zisternen und Brunnen Venedigs wurde allerdings erst posthum, nämlich 1805 von Pietro Lucchesi veröffentlicht. Schließlich entstand gleichsam als Summa sein Zibaldone di memorie storiche appartenenti a' professori delle Belle Arti del Disegno, der noch viel später, nämlich erst 1963 veröffentlicht wurde. Darin sammelte er seine Erfahrungen auf den Gebieten der Architektur, der Gelehrsamkeit und der Geschichte der vier Jahrzehnte von 1738 bis 1778.
In seinem ersten Testament äußerte Temanza den Wunsch, in der Magdalenenkirche beigesetzt zu werden, ein Wunsch, der ihm nach seinem Tod erfüllt wurde. In seinem zweiten Testament setzte er am 6. Juli 1781 seinen Cousin Tommaso Scalfarotto zum Erben all seiner Bücher, Handschriften und sonstigen Werke ein, der „libraria e tutti li manoscritti, zibaldoni, carte e disegni appartenenti alla nostra professione“.

## Publikationen
- Vita di Jacopo Sansovino, Giacomo Storti, Venedig 1752. (Digitalisat)
- Dissertazione sopra l'antichissimo territorio di Sant' Ilario nella diocesi di Olivolo, in cui molte cose si toccano all'antico stato della Venezia marittima appartenenti, Giambatista Pasquali, Venedig 1761. (Google Books)
- Vita di Andrea Palladio vicentino, egregio architetto, Giambattista Pasquali, Venedig 1762. (Digitalisat)
- Vita di Vincenzio Scamozzi vicentino architetto, Giambattista Pasquali, Venedig 1770. (Digitalisat)
- Vite de più celebri architetti, e scultori Veneziani, qui fiorirono nel Secolo Decimosesto, Bd. 1, C. Palese, Venedig 1778 (Biografien der berühmtesten venezianischen Architekten und Bildhauer des 16. Jahrhunderts). (Digitalisat)

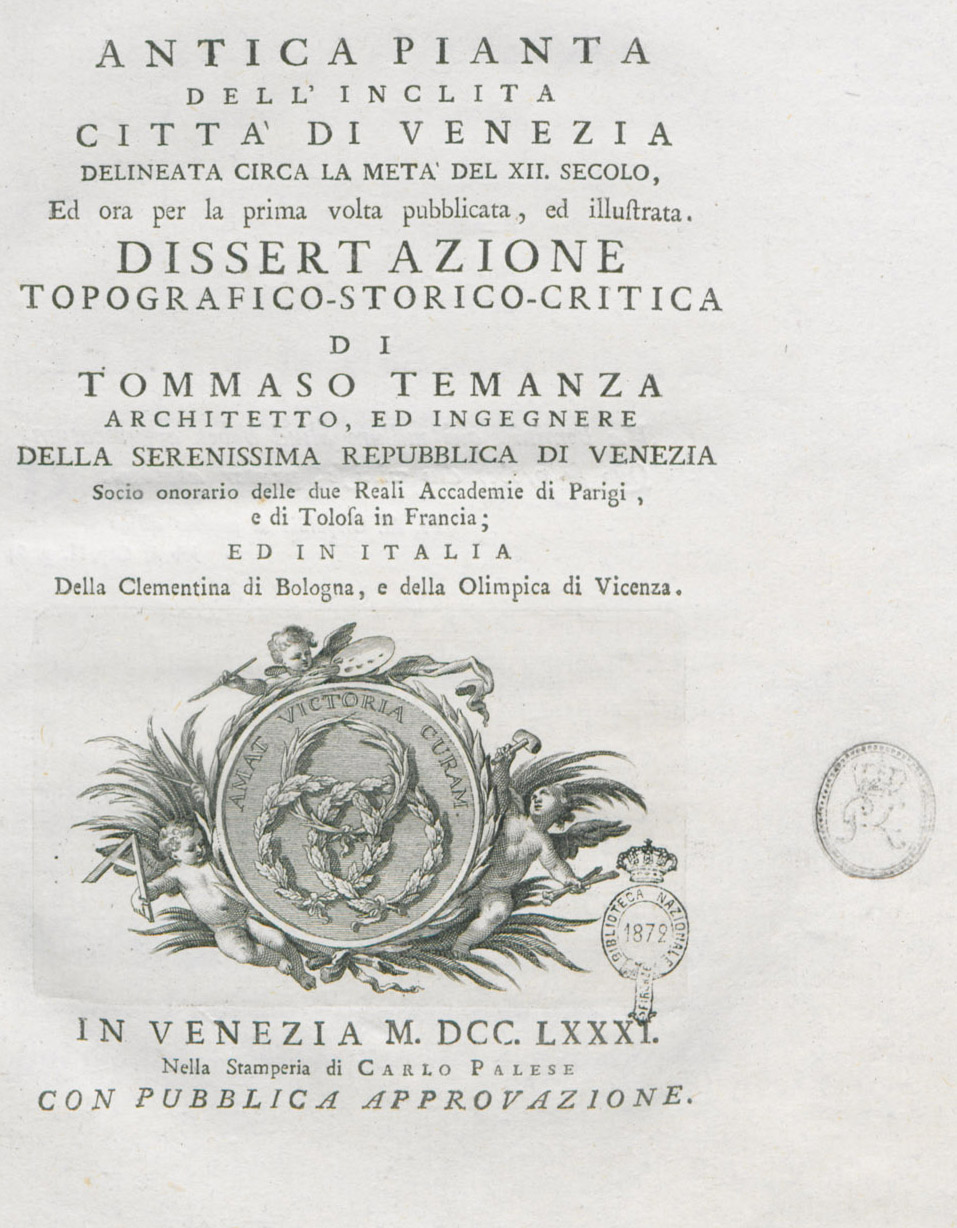
Antica pianta dell'inclita citta di Venezia, Carlo Palese, Venedig 1781

- Antica pianta dell'inclita città di Venezia delineata circa la metà del XII secolo, Ed ora per la prima volta pubblicata, ed illustrata : Dissertazione topografico-storico-critica, Carlo Palese, Venedig 1781. (Digitalisat)

## Belege
1. ↑  Heinrich Kretschmayr: Geschichte von Venedig, Bd. 3: Der Niedergang, Stuttgart 1934, S. 491.
2. ↑  Tommaso Temanza: Vite dei più celebri architetti e scultori veneziani che fiorirono nel Secolo Decimosesto, Venedig 1778, S. 433.
3. ↑  Lettera del signor Tommaso Temanza architetto veneziano indiritta al signor Matteo Luchese architetto pure veneziano, in: Angelo Calogerà (Hrsg.): Raccolta di opuscoli scientifici e filologici, Bd. V, Venedig 1731, S. 177–197 (Digitalisat).
4. ↑  Erst 1811 in Venedig bei Bernardi gedruckt.
5. ↑  Delle antichità di Rimino libri due, Venedig 1741 (Digitalisat).
6. ↑  Francesco Negri: Notizie intorno alla Persona e all'Opere di Tommaso Temanza Architetto Veneziano. Tipografia Fracasso, Venezia 1830, S. 17.
7. ↑  Dissertazione sopra l'antichissimo territorio di Sant'Ilario nella diocesi d'Olivolo, Venedig 1761 (Google Books).
8. ↑  Santa Maria Maddalena. In: churchesofvenice.com. Abgerufen am 28. Januar 2024.
9. ↑  Villa Contarini, veneto.to, archive.org, 2. April 2016.
10. ↑  Staatsarchiv Venedig, Notarile, Testamenti, 1161.572.

| Personendaten    | Personendaten                                               |
| ---------------- | ----------------------------------------------------------- |
| NAME             | Temanza, Tommaso                                            |
| KURZBESCHREIBUNG | venezianischer Architekt, Wasserbauingenieur und Historiker |
| GEBURTSDATUM     | 9. März 1705                                                |
| GEBURTSORT       | Venedig                                                     |
| STERBEDATUM      | 14. Juni 1789                                               |